# 2245 Hekatostos
A 2245 Hekatostos (ideiglenes jelöléssel 1968 BC) a Naprendszer kisbolygóövében található aszteroida. Ljudmila Ivanovna Csernih fedezte fel 1968. január 24-én.